# Otto Jespersen
Jens Otto Harry Jespersen (Randers, 16 de julho de 1860 – Roskilde, 30 de abril de 1943) foi um linguista dinamarquês que se especializou na gramática da língua inglesa. Ele nasceu em Randers, no nordeste de Jutlândia e frequentou a Universidade de Copenhaga, ganhando títulos em inglês, francês e latim. Ele também estudou linguística em Oxford.

## Biografia
Jespersen foi professor de inglês da Universidade de Copenhaga de 1893 a 1925. Juntamente com Paul Passy, fundou a Associação Fonética Internacional. Em 1907 ele esteve envolvido com a delegação que criou a língua auxiliar ido, e em 1928, ele desenvolveu a língua novial, a qual ele considerou uma melhora de ido.
Jespersen colaborou com Alice Vanderbilt Morris no desenvolvimento do programa de pesquisas da Associação Internacional de Línguas Auxiliares, que apresentou em 1951 a interlingua para o público em geral. Edward Sapir e William Edward Collinson também colaboraram com Morris.

## Publicações
- 1889: The articulations of speech sounds represented by means of analphabetic symbols. Marburg: Elwert.
- Progress in Language. Londres: Swan Sonnenschein & Co. 1894. OCLC 607098829. Nova York: Macmillan & Co.
- 1899: Fonetik: En systematisk Fremstilling af Læren om Sproglyd. Copenhagen: Schubothe
- 1904: How to teach a foreign language. Londres: S. Sonnenschein & Co. 1928 printing disponível online através do OpenLibrary.org
- 1905: Growth and Structure of the English Language (ISBN 0-226-39877-3)
- 1909–1949: A Modern English Grammar on Historical Principles (em sete volumes; o título deve ser entendido como 'Uma gramática do inglês moderno') originalmente publicado por Carl Winter, Heidelberg, vols posteriores por Ejnar Munksgard, Copenhagen e George Allen & Unwin, Londres (ISBN 0-06-493318-0) (Vols. 5–7, emitidos sem título da série, têm impressão: Copenhagen, E. Munksgaard, 1940–49; Impressão varia: Pt.5–6: Londres: Allen & Unwin; pt.7: Copenhagen: Munksgaard, London: Allen & Unwin.)
- 1922: Language: Its Nature, Development, and Origin (ISBN 0-04-400007-3)
- 1924: The Philosophy of Grammar (ISBN 0-226-39881-1)
- 1925: Mankind, nation and individual: from a linguistic point of view. H. Aschehoug (det Mallingske bogtryk.), 1925
- 1928: An International Language (a introdução da linguagem Novial)
- 1930: Novial Lexike Novial para dicionário de inglês, francês e alemão.
- 1933: Essentials of English Grammar
- 1937: Analytic Syntax (ISBN 0-226-39880-3)
- 1938: En sprogmands levned, Copenhagen, a autobiografia de Jespersen
- 1941: Efficiency in linguistic change
- 1993: A literary miscellany: proceedings of the Otto Jespersen Symposium April 29–30, ed. Jørgen Erik Nielsen e Arne Zettersten 1994
- 1995: A Linguist's Life: uma tradução em inglês da autobiografia de Otto Jespersen, editada por Arne Juul, Hans Frede Nielsen e Jørgen Erik Nielsen, Odense (ISBN 87-7838-132-0)